# Edward Said

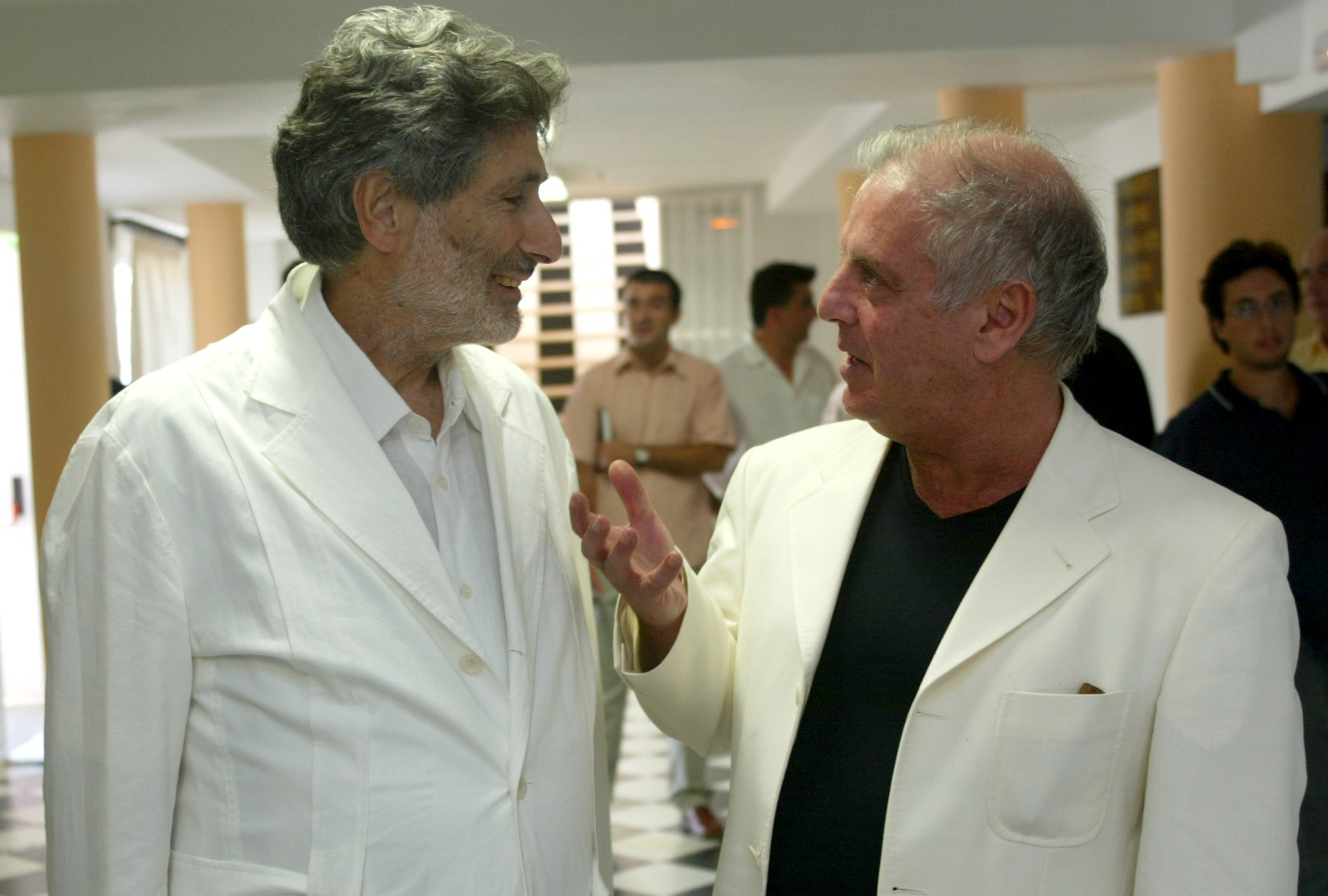
Edward Said (links) und Daniel Barenboim (2002)

Poster mit Bild von Edward Said auf einer Mauer der israelischen Sperranlage im Westjordanland (2004)

Edward William Said, eigentlich Edward Wadie Saïd (arabisch إدوارد وديع سعيد, DMG Idwārd Wadīʿ Saʿīd, * 1. November 1935 in Jerusalem, Völkerbundsmandatsgebiet Palästina; † 25. September 2003 in New York City, USA), war ein US-amerikanischer Literaturtheoretiker und -kritiker palästinensischer Herkunft. Er lehrte als Professor für Englische Literatur und Komparatistik an der Columbia University. Sein im Jahr 1978 erschienenes Buch Orientalismus zählt gemeinhin zu den einflussreichsten und meistrezipierten Sachbüchern der neueren Wissenschaftsgeschichte und als grundlegendes Werk der postkolonialen Theorie. Er galt als Fürsprecher der Palästinenser in den USA.

## Kindheit und Jugend
Edward Said wurde als Sohn von Hilda und William A. (Wadie) Said in Jerusalem geboren. Seine Eltern stammten aus Palästina; sie lebten ab 1935 vorwiegend in Kairo. Die Mutter, 1914 geboren, war die Tochter eines baptistischen Geistlichen aus Nazareth. Sein Vater Wadie Said (geb. 1893/95) hatte 1911 Palästina verlassen und war über Liverpool in die USA gelangt. Er kämpfte im Ersten Weltkrieg in der US-Armee und erhielt die US-amerikanische Staatsbürgerschaft, die dadurch auch sein Sohn Edward erhielt. 1920 kam Saids Vater zurück in seine Heimat Palästina und trat als Partner in das Geschäft seines Schwagers ein, der mit Bürobedarf aller Art handelte. 1929 gründete Wadie Said eine Zweigstelle in Ägypten, wo er innerhalb von drei Jahren die erfolgreiche Standard Stationery Company mit mehreren Filialen aufbaute.
Aufgrund der gutgehenden Geschäfte konnten Wadie und Hilda Said mit ihrem Sohn Edward eine geräumige Wohnung im vornehmen Kairoer Stadtteil Zamalek beziehen, unmittelbar neben dem heute noch existierenden Fischpark. Der Vater hatte keinerlei Vertrauen in Grundbesitz und lebte deshalb außerhalb von Palästina grundsätzlich in Mietwohnungen, auch wenn er die Mittel für einen Kauf hätte aufbringen können. In Zamalek wuchs Edward Said zusammen mit seinen vier jüngeren Schwestern auf. Er wurde im protestantischen Glauben erzogen, wandte sich später aber von jeglicher Religion ab. Von 1941 bis 1946 besuchte er zunächst die nahegelegene Gezira Preparatory School, danach die Cairo School for American Children und von 1949 bis 1951 das Victoria College in Kairo, das er wegen einer Rauferei vorzeitig verlassen musste. Im Victoria College hatte er mehrere unerfreuliche Begegnungen mit Michel Shalhoub, der später als Omar Sharif bekannt wurde. Die Schulzeit in Kairo war lediglich von einem mehrmonatigen Aufenthalt der Familie in Jerusalem im Jahre 1947 unterbrochen. In dieser Zeit war er Schüler der St. George’s School. Damit er seine Ausbildung abschließen konnte, schickten die Eltern den Sechzehnjährigen in die Northfield Mount Hermon School, ein Internat in der Nähe von Greenfield (Massachusetts) in den USA.
Bis zum Jahr 1947 verbrachte die Familie alljährlich einige Zeit bei den Verwandten in Talbiyah, einem Viertel in Westjerusalem, in dem vor allem wohlhabende palästinensische Christen lebten. Das großzügige Haus im Familienbesitz ging 1948 im Zuge des Palästinakrieges verloren. Für Edward Saids Jugendzeit waren neben den Monaten in Palästina auch die sommerlichen Ferienaufenthalte in Dhour El Choueir im Libanon von Bedeutung. Die Familie reiste 27 Jahre lang in den Bergort in der Nähe Beiruts, wo der Vater für mehrere Wochen eine Wohnung mietete. Auch während seines Studiums in den USA war Edward Said mit seinen Eltern und Geschwistern dort.

## Akademische Karriere
Edward Said studierte in den USA. Er erhielt seinen Bachelor of Arts 1957 an der Princeton University und wurde in jenem Jahr auch in die studentische Vereinigung (Honor Society) Phi Beta Kappa aufgenommen. Für den Master of Arts (1960) sowie den Ph.D. (1964) in englischer Literatur wechselte er an die Harvard University. Thema seiner Dissertation waren die Briefe und Kurzgeschichten von Joseph Conrad. Sein erstes Buch, Joseph Conrad and the Fiction of Autobiography (1966), war eine erweiterte Fassung seiner Doktorarbeit. Said wurde 1963 assistant professor (Extraordinarius) an der Columbia University in New York und 1966 ebenda full professor (Ordinarius auf Lebenszeit) für Englische Literatur und Komparatistik (vergleichende Literaturwissenschaft).

## Engagement
Said gründete 1999 zusammen mit Daniel Barenboim und dem Generalbeauftragten der damaligen europäischen Kulturhauptstadt Weimar, Bernd Kauffmann, das West-Eastern Divan Orchestra, in dem arabische und israelische Musiker gemeinsam auftreten. Leitgedanke war, dass militärisches Vorgehen nicht zum Frieden im Mittleren Osten beiträgt, sondern alternative Wege zu einer politischen Lösung gefunden werden müssen.

## Privates
1970 heiratete er in zweiter Ehe Mariam Cortas, eine arabische Christin und Tochter eines Hochschullehrers an der Amerikanischen Universität Beirut. Aus der Ehe gingen zwei Kinder hervor, der Jurist Wadie E. Said (geb. 1972) und die Schriftstellerin und Theaterautorin Najla Said (geb. 1974).
Im Jahr 1991 wurde bei Said lymphatische Leukämie als unheilbare und langsam fortschreitende Krankheit festgestellt. Er starb am 25. September 2003 in einem Krankenhaus in New York.

## Werk

### Orientalismus
Saids bekanntestes Werk ist das 1978 erschienene Buch Orientalismus. Für Said ist „Orientalismus als eine Art bewußte menschliche Arbeit“ zu verstehen, die Politik und Wissen auf eine Weise zueinander in Beziehung setzt, die dem Westen die koloniale Dominanz ermögliche. Orientalismus sei „ein Wissenssystem über den Orient“, das sich als ein Instrument von Imperialismus und Kolonialismus bewährt habe. Das Werk ist nicht zuletzt eine kritische Analyse der britischen und französischen Wissenschaft der Orientalistik. Deren Vertreter – den deutschsprachigen Orientalismus sah Said differenzierter – würden wie selbstverständlich von der Überlegenheit der europäischen Kultur ausgehen und die politische Unterwerfung der studierten Völker als eine unhinterfragte Notwendigkeit ansehen. Bereits die Vorstellung einer grundsätzlichen Dichotomie von Abendland und Morgenland führe in die Irre. Seine Ideen entwickelte Said mit Foucaults Konzept der Diskursanalyse. Auf positive Resonanz stieß das Buch unter anderem bei Homi K. Bhabha, John Esposito, Mahmood Mamdani, Gayatri Chakravorty Spivak und Robert Fisk.
Das Werk gilt als „Gründungsdokument“ für die Etablierung der Postkolonialen Theorie als Forschungsrichtung. Said selbst schreibt das größte Verdienst an der Entwicklung einer postkolonialen Geschichtsschreibung nicht den Nahoststudien, sondern der Indologie zu, besonders einer Gruppe von Forschern um Ranajit Guha. Er konstatiert, dass viele postmoderne und postkoloniale Arbeiten auf Ansätze wie den in „Orientalismus“ zurückzugreifen scheinen, grenzt aber die postkolonialen Studien der ersten Generation von der Postmoderne ab, weil sie, anders als die Postmodernisten, an den großen Narrativen Emanzipation und Aufklärung festhielten.

#### Kritische Rezeption
Die frühen Arbeiten Saids über Joseph Conrad oder William Butler Yeats waren noch nicht von der Idee geprägt, dass die Ausdrucksformen und Sichtweisen in Kunst, Kultur und Wissenschaft in enger Beziehung zur Ausübung politischer Herrschaft stehen. Dennoch erschloss sich Said in der Auseinandersetzung mit diesen beiden polnischen und irischen Literaten des britischen Kolonialismus die Einsicht, dass der Exilierte und der Unterdrückte die politischen Machtbeziehungen und ihre Folgen für das kulturelle Leben besonders klar erkennen. Said entwickelte aus diesen Beobachtungen die Vorstellung vom Exil als dem Standpunkt des Intellektuellen schlechthin. Aus dieser Position heraus sei er in der Lage, „der Macht die Wahrheit zu sagen“ („to speak truth to power“). Aus dieser Haltung erklärt sich auch, dass die Arbeiten Saids, beginnend mit dem Werk Orientalismus im Jahr 1978, stark polarisierten. Seine Forderung an Intellektuelle, Künstler und Wissenschaftler, sich der affirmativen Wissensproduktion für die Herrschenden zu entziehen, von der Macht zur Wahrheit überzugehen, stieß einerseits viele liberale Wissenschaftler und Künstler vor den Kopf und verwandelte andererseits politisch engagierte Literaturwissenschaftler, besonders aus den ehemals kolonisierten Ländern, zu treuen Anhängern seiner Theorie über die politisch hegemoniale Wissensproduktion des Westens.
Kritiker werfen Said historische Ungenauigkeiten und eine einseitige Quelleninterpretation vor. Der britische Historiker Clive Dewey schreibt über Orientalismus: „[Saids Buch] war auf technischer Ebene in jeder Hinsicht schlecht, sowohl in der Verwendungsweise von Quellen und in seinen Schlussfolgerungen wie auch in seinem Mangel an Stringenz und Ausgewogenheit. Das Ergebnis war eine Karikatur westlichen Wissens über den Orient, die durch eine offen politische Zielsetzung angetrieben wurde.“ Ibn Warraq kritisiert, dass Said selbst grundlegende historische Entwicklungen falsch wiedergebe. So behaupte Said in Orientalismus etwa, muslimische Armeen hätten die Türkei noch vor Nordafrika erobert. Tatsächlich sei die Islamisierung Anatoliens durch türkische Seldschuken im 11. Jahrhundert, also vier Jahrhunderte nach der Eroberung Nordafrikas erfolgt. Robert Graham Irwin zufolge ist Saids Vorstellung eines von der Antike bis zur Gegenwart nachvollziehbaren homogenen europäischen Orientdiskurses historisch nicht belegbar.
James Clifford kritisiert Orientalismus aufgrund inhaltlicher Widersprüche sowie methodisch-theoretischer Schwachstellen. So werde etwa der Orient zu Beginn der Arbeit als Konstruktion ohne Realitätsgehalt beschrieben, später jedoch als unterworfener, im Diskurs verzerrt wiedergegebener Raum dargestellt. Weitere Kritik richtet sich gegen Saids angebliche Ausblendung von Gegendiskursen sowie seine Fokussierung auf einzelne Personen, die nicht als Repräsentanten für die Orientalistik gelten können. So wirft etwa der islamische Philosophie-Professor Sadik al-Azm Said vor, den Einfluss, den der Orientalismus auf den Islam selbst genommen hat, außer Acht zu lassen.
Said setzte sich in der Folge mit vielen dieser Kritiken zum Teil detailliert auseinander. Er machte dabei immer wieder darauf aufmerksam, dass er kein Buch über die Geschichte des Orients, sondern über die politischen Grundlagen der Wissensproduktion westlicher Kulturen geschrieben habe. Sein Buch befasse sich nicht mit dem Orient, sondern mit den Sichtweisen der kolonialen Gesellschaften und ihrer Wissenschaften auf den Orient. Die Kritik an einzelnen historischen Aussagen trifft nach Meinung Saids seine Kernthese nicht, da er die Gesetzmäßigkeiten europäisch-kolonialer Wissensproduktion und deren Beziehung zu kolonialer Herrschaft untersuche, nicht aber die Abfolge historischer Ereignisse.

### „The Question of Palestine“
In seinem 1979 erschienenen Werk The Question of Palestine stellt Said den Nahostkonflikt als Konflikt zweier Interpretationen der Wirklichkeit dar, nämlich der der Palästinenser und der Israels. Erstere werde von Israel und seinen westlichen Verbündeten systematisch ausgeblendet oder geleugnet, das vorherrschende Narrativ fokussiere gänzlich auf die Erfolge der Zionisten bei der Kolonisierung des Landes. In einer Diskursanalyse eines Romans von George Eliot, einer Schrift Moses Hess’ und der Briefe Theodor Herzls zeigt er deren imperiale Perspektive auf, in der Palästina als leer imaginiert wurde.
Dem stellt Said den „Zionismus aus der Sicht seiner Opfer“ (Zionism from the Standpoint of its Victims), aus Sicht der Palästinenser gegenüber: Die Juden, die in Europa Opfer des Antisemitismus geworden seien, hätten sich im Anschluss an die „Judaisierung“ Palästinas, die „zivile Auslöschung“ seiner Bewohner und die Errichtung einer Apartheid gemacht. Der Holocaust diene in diesem Zusammenhang als Rechtfertigung. Said macht auf die Gleichzeitigkeit der Ausstrahlung der gleichnamigen Fernsehserie und der Operation Litani aufmerksam, als israelische Truppen im Frühjahr 1978 in den Libanon einmarschierten.
Laut der amerikanischen Philosophin Jean Axelrad Cahan beschreibt Said in dem Buch den Zionismus als eine Form des Imperialismus und somit wie alle Imperialismen als ein Fantasieprodukt, eine Fiktion. Er unterschiede sich von den anderen Imperialismen durch einen höheren Grad an Konkretheit: Die historischen Narrative der Juden, die sich auf den Tanach und die biblische Archäologie stützten, seien lediglich Mittel, um die jüdische Einwanderung nach Palästina und die territoriale Expansion des Zionismus zu legitimieren. Insofern meine Said, sie seien eher als politisch zweckdienlich denn als sachlich korrekt anzusehen.
Elizabeth R. Hayford (Yale-Chine, Chinese University of Hongkong) rezensierte das Buch 1979 im Library Journal. Said analysiert in dem Buch nach ihrer Auffassung drei Säulen der gegenwärtigen (1979) Lage Palästinas: Die Beschaffenheit und Verbundenheit der palästinensischen Community in den besetzten Gebieten, im Exil und in Israel, den Erfolg zionistischer Bestrebungen, die Lebenswirklichkeit in Palästina zu negieren und das teilweise blinde Auge der amerikanischen Politik hinsichtlich der Unterstützung Israels. Nach Hayford plädiert Said in diesem Buch für eine positive amerikanische Reaktion auf substantielle Andeutungen von palästinensischer Seite, parallel zu Israel einen Westjordanland/Gaza-Staat zu akzeptieren. Hayfords Fazit ist, dass das passionierte Buch eine wichtige Rolle im Meinungsbildungsprozess der amerikanischen Öffentlichkeit und der Regierungspolitik spielen sollte.

### Politik und politische Veröffentlichungen
Der US-Staatsbürger palästinensischer Herkunft mit seiner hervorragenden britisch-amerikanischen Bildungskarriere traf als Hochschullehrer an der prestigeträchtigen Columbia University auf das Bildungsestablishment der Vereinigten Staaten, das zwischen liberaler Offenheit und stereotypisierender Ignoranz gegenüber dem „Araber“ schwankte. Said fühlte sich dort einerseits integriert, aber auch ausgeschlossen und diskriminiert, in einem Wort: „Fehl am Platz“ („Out of place“).
Diese Erfahrungen verschärften sich nach dem Sechs-Tage-Krieg, der in den USA auch als Sieg des Westens über den arabischen Nationalismus gefeiert wurde. Said entwickelte die Ansicht, dass die westliche Wahrnehmung der arabischen Welt vollkommen verzerrt wäre. Seine politische Position zum palästinensisch-israelischen Konflikt kann als Binationalismus bezeichnet werden, die so auch von einer Minderheit jüdischer Intellektueller wie z. B. Martin Buber vertreten wurde und heute als „Ein-Staaten-Lösung“ bekannt ist. Wesentlich waren für ihn hier gleiche Bürgerrechte für Israelis und Palästinenser. Für diese Lösung setzte er sich ab 1999 ein. Er sah darin eine Alternative zum Oslo-Friedensprozess. Grund war, dass er die gegenseitigen Abhängigkeiten zwischen Israel und Palästina als zu verflochten ansah, um zwei Staaten realisieren zu können. Auch glaubte er nicht, dass der Anspruch der Palästinenser auf Selbstbestimmung in einem eigenen Staat verwirklicht werden könnte, da Israel weiterhin territoriale Ansprüche auf dies Gebiet erhob. Er kritisierte die unter Muslimen und Arabern verbreitete Leugnung des Holocaust. Durch sein den Unterschied zwischen Juden und Muslimen nivellierenden Antisemitismusbegriff sah er Palästinenser als Opfer des Holocaust. Er betonte, dass die Palästinafrage nicht nur die Bedingungen für die Wiederinbesitznahme von Land durch die arabische Bevölkerung Israels beinhaltet, sondern auch das Rückkehrrecht der im Exil lebenden Palästinenser einbezieht.
Said avancierte zu dem wichtigsten intellektuellen Ansprechpartner westlicher Medien für eine „arabische“ Perspektive auf den Nahen Osten. Er thematisierte erstmals die als Nakba bezeichnete Vertreibung von Palästinensern in Folge des Palästinakriegs öffentlich in westlichen Leitmedien wie der New York Times. Said galt in den USA als wichtigster Fürsprecher der Rechte des palästinensischen Volkes. Damit wurde er auch zum Ziel feindseliger Aktionen. Er und seine Familie erhielten regelmäßig Todesdrohungen, im Jahr 1985 wurde sein Büro an der Universität in Brand gesetzt. Zudem war er beständig Attacken und Verleumdungen von israelfreundlichen Medien wie dem Wall Street Journal ausgesetzt.
Viele von Saids Essays sind in Le Monde diplomatique erschienen. Said war mehrere Jahre lang Mitglied im Exil-Parlament Palästinas. Allerdings überwarf er sich 1993 mit Jassir Arafat wegen des Abkommens von Oslo, das Said ablehnte. Seiner Ansicht nach kann die Separation von Juden und Palästinensern in zwei Staaten keine Lösung des Konflikts sein. Zudem sah er nicht, dass die Vereinbarungen tatsächlich mehr als ein von Israel nach wie vor dominiertes und kontrolliertes staatsähnliches Gebilde („Bantustan“) für die Palästinenser bringen würden. Vielmehr erlaube das Oslo-Abkommen Israel, seine Siedlungen weiter auszubauen und die Abhängigkeit der palästinensischen Autonomiegebiete von Israel zu festigen. Said vertrat die Idee von einem binationalen Staat Israel/Palästina, der allen seinen Bürgern auf der Basis einer säkularen Verfassung gleiche Rechte zusichern sollte. Said stellte sich damit bewusst in die Tradition der europäischen Aufklärung und ihrer kritischen Weiterführung durch jüdische Intellektuelle wie Theodor W. Adorno, Hannah Arendt und Hans Jonas. Als er in einem Interview mit Ari Shavit auf diese jüdischen Wurzeln seines Denkens angesprochen wurde, antwortete Said zustimmend, er sei ein „jüdischer Palästinenser“ und der „letzte jüdische Intellektuelle“: Amos Oz und die Intellektuellen in den USA seien nur „vorstädtische Schildknappen“ („suburban squires“). Jean Axelrad Cahan sieht in dieser Äußerung die Vorstellung, „die beste, tatsächlich die einzig respektable Art von Juden“ sei „der nichtjüdische Jude, der nichtreligiöse, nicht-zionistische, kosmopolitische Linksintellektuelle“.
Der Jurist Justus Reid Weiner recherchierte für einen pro-israelischen Thinktank (Jerusalem Center for Public Affairs) drei Jahre über die Kindheit Saids in Jerusalem. Seine Ergebnisse, die die Beziehung Saids und seiner Familie zu Jerusalem relativieren sollten und Said den Status als Flüchtling absprachen, wurden im Wall Street Journal unter dem Titel „Der falsche Prophet Palästinas“ publiziert. Laut dem Literaturwissenschaftler Markus Schmitz sei die Glaubwürdigkeit dieser Veröffentlichung ihrerseits infrage gestellt, da sich manche Interviewpartner Weiners – dem er eine „ideologische Agenda“ attestiert – von ihm nicht oder falsch wiedergegeben sahen.
Am 3. Juli 2000 wurde Said dabei fotografiert, wie er an der Grenze zwischen Libanon und Israel einen Stein warf. Daraufhin wurde er in mehreren Medien kritisiert und unter anderem Abraham Foxman von der Anti-Defamation League forderte eine Reaktion der Universität gegen Said. Said betonte, auf niemanden gezielt zu haben, auch nicht auf israelische Soldaten: „Ein in den leeren Raum geworfener Stein bedarf kaum des Nachdenkens“. Der Wurf sei eine „symbolische Geste der Freude“ gewesen aufgrund des Abzugs der bewaffneten Gruppen an der Grenze. Said war gegen den Irakkrieg von 2003. Das FBI beobachtete Said seit 1971 bis mindestens ins Jahr 1993 und legte ein umfangreiches Dossier über ihn an.

### Textuelles Verhalten
Said prägte maßgeblich den Begriff „Textuelles Verhalten“ für die autoritative Kraft eines Textes über die Realität.

## Ehrungen
1991 wurde Said in die American Academy of Arts and Sciences, 2000 in die American Philosophical Society und 2002 in die American Academy of Arts and Letters gewählt. Er war zudem Mitglied der Royal Society of Literature. Für seine Verdienste um die israelisch-palästinensische Aussöhnung wurde Edward Said 2002 gemeinsam mit Daniel Barenboim mit dem Prinz-von-Asturien-Preis ausgezeichnet. Er wurde als Honorary Fellow des King’s College, Cambridge, erwählt. Bis 1998 war Said Mitglied des PEN-Präsidiums. Im November 2004 benannte die Universität Bir Zait ihre Musikschule in „Edward Said National Conservatory of Music“.
Nach Edward Saids Tod halten mehrere Institutionen jährliche Vortragsreihen zu seinem Gedenken ab, die unter dem Namen Edward Said memorial lectures stattfinden. Daran beteiligt sind beispielsweise die Columbia University, das Department of English and Comparative Studies an der Warwick University, die University of Adelaide und the Australian Friends of Palestine Association sowie die American University in Cairo.

## Werke

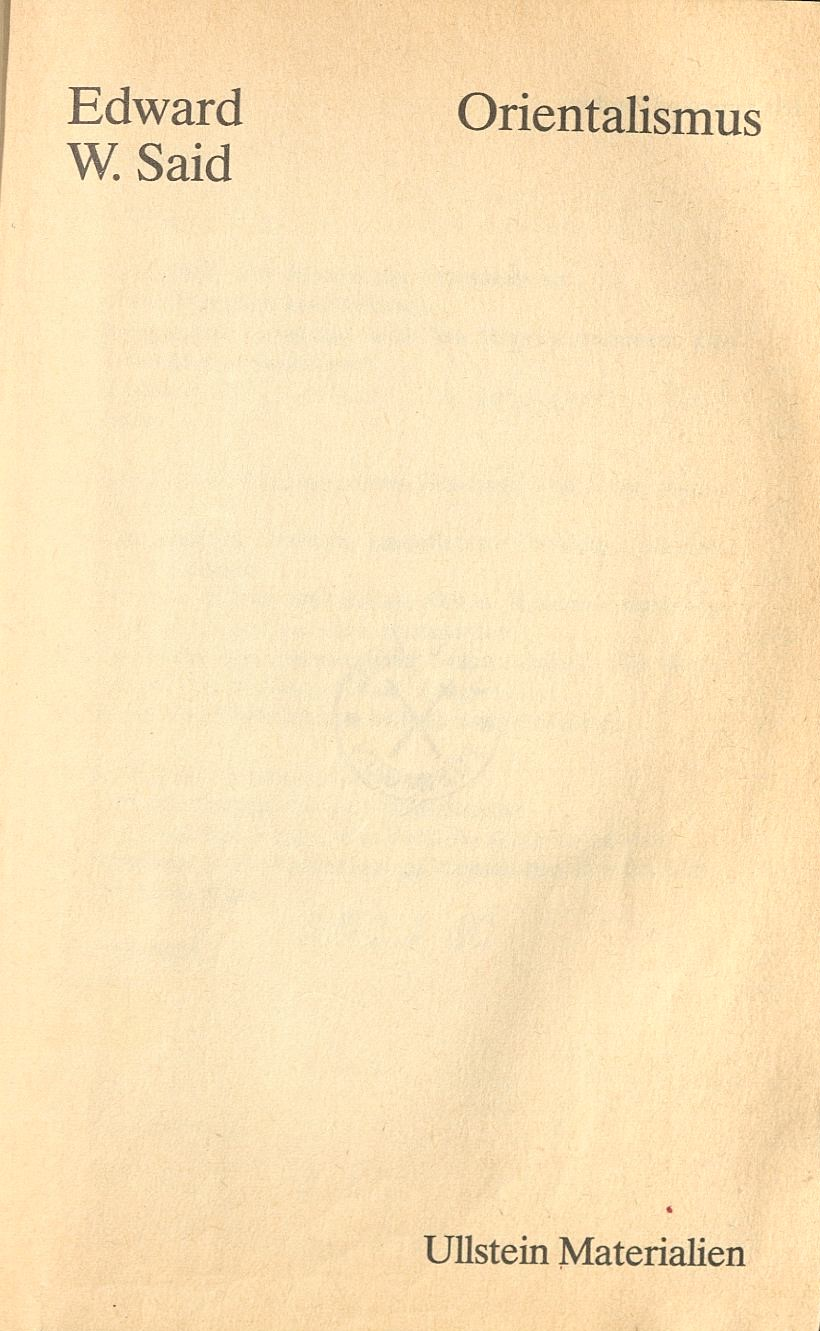
Übersetzung der ersten Ausgabe (1981)

- Joseph Conrad and the fiction of autobiography. Harvard University Press, Cambridge 1966 (Neuauflage 2008)
- Orientalism. Pantheon Books, New York 1978, ISBN 0-394-42814-5, zuletzt neu aufgelegt und mit einem Vorwort des Verfassers (2003) versehen sowie mit dem Nachwort von 1995 bei Penguin Books, London 2003, ISBN 0-14-118742-5
  - deutsch: Orientalismus. Übersetzt von Liliane Weissberg. Ullstein, Frankfurt am Main 1981, ISBN 3-548-35097-6; Neuübersetzung (mit dem Vorwort des Verfassers von 2003 sowie dem Nachwort von 1994) von Hans Günter Holl. S. Fischer, Frankfurt am Main 2009, ISBN 978-3-10-071008-6
- The Question of Palestine. Random House, New York 1979, ISBN 0-394-74527-2
- The World, the Text, and the Critic. Harvard University Press, Cambridge, 1983
  - deutsch: Die Welt, der Text und der Kritiker. Aus dem Englischen von Brigitte Flickinger. S. Fischer, Frankfurt am Main 1993.
- Culture and Imperialism. Knopf, New York NY 1993, ISBN 0-394-58738-3
  - deutsch: Kultur und Imperialismus. Einbildungskraft und Politik im Zeitalter der Macht. S. Fischer, Frankfurt am Main 1993, ISBN 3-10-071005-3
- Den Holocaust als Tatsache anerkennen. In: Le monde diplomatique, dt. Ausg. Berlin, 14. August 1998; gekürzt in: Rainer Zimmer-Winkel (Hrsg.), Götz Nordbruch (Red.): Die Araber und die Shoa. Über die Schwierigkeiten dieser Konjunktion. Kulturverein AphorismA, Trier 2000, ISBN 3-932528-37-9, S. 34f., Literaturverz. S. 80–86 (= Kulturverein AphorismA. Kleine Schriftenreihe, 23).
- Representations of the intellectual. Vintage, New York NY 1994, ISBN 0-09-942451-7 (Reith Lectures 1993).
  - deutsch: Götter, die keine sind. Der Ort des Intellektuellen. Aus dem Englischen von Peter Geble. Berlin Verlag, Berlin 1997, ISBN 3-8270-0238-9).
- Covering Islam. How the media and the experts determine how we see the rest of the world. Pantheon Books, New York NY 1981, ISBN 0-394-74808-5.
- Out of Place. A Memoir. Knopf, New York NY 1999, ISBN 0-394-58739-1.
  - deutsch: Am falschen Ort. Autobiografie. Berlin Verlag, Berlin 2000, ISBN 3-8270-0343-1 und Am falschen Ort. Autobiografie. Aus dem Englischen von Meinhard Büning. Berliner Taschenbuch Verlag, Berlin 2002, ISBN 3-442-76074-7.
- The end of the peace process. Oslo and after. Pantheon Books, New York NY 2000, ISBN 0-375-40930-0
  - deutsch: Das Ende des Friedensprozesses. Oslo und danach. Berlin Verlag, Berlin 2002, ISBN 3-8270-0419-5.
- (mit Daniel Barenboim): Parallels and Paradoxes. Explorations in Music and Society. Pantheon Books, New York NY 2002, ISBN 0-375-42106-8.
  - deutsch: Parallelen und Paradoxien. Über Musik und Gesellschaft. Berlin Verlag, Berlin 2004, ISBN 3-8270-0514-0.
- Freud and the Non-European. Verso, London 2003, ISBN 1-85984-500-2, 2004, 2014: Introductions by Christopher Bollas and a response by Jacqueline Rose. Mit Freud Museum, London, ISBN 978-1-78168-145-9.
  - deutsch: Freud und das Nichteuropäische. Mit einer Einführung von Christopher Bollas und einer Replik von Jacqueline Rose. Deutsch von Miriam Mandelkow. Dörlemann Verlag, Zürich 2004, ISBN 3-908777-07-0.
- mit Jean Mohr: After the Last Sky – Palestinian Lives. Columbia University Press 1986/1998, ISBN 978-0-231-11449-3.